# Jesse Lingard
Jesse Ellis Lingard (sinh ngày 15 tháng 12 năm 1992) là một cầu thủ bóng đá chuyên nghiệp người Anh hiện đang thi đấu ở vị trí tiền vệ cánh hoặc tiền vệ tấn công cho câu lạc bộ FC Seoul tại K League 1.
Lingard bắt đầu thi đấu chuyên nghiệp khi được cho mượn tại Leicester City vào năm 2012, và đã dành nhiều thời gian cho mượn tại Birmingham City và Brighton & Hove Albion vào mùa giải 2012–13 và tại Derby County vào năm 2015. Anh cũng đã tham dự thi đấu cho U-17 Anh và U-21 Anh. Năm 2016, anh được triệu tập lên đội tuyển Anh.

## Sự nghiệp câu lạc bộ

### Tiểu sử
Lingard sinh ra tại Warrington, Cheshire,,anh theo học tại William Beamont Community High School. Anh theo học tại học viện đào tạo bóng đá Manchester United và giành được danh hiệu FA Youth Cup 2010–11. Anh ký hợp đồng chuyên nghiệp với Manchester United vào mùa hè năm 2011.

### Cho mượn tại Leicester City
Ngày 6 tháng 11 năm 2012, Lingard và người đồng đội Michael Keane gia nhập Leicester City theo dạng cho mượn trong vòng 1 tháng. Lingard có trận ra mắt cho Leicester City vào ngày 6 tháng 11, trong trận hòa 0-0 trước Bolton Wanderers, khi vào thay ở phút 85.

### Trở lại Manchester United
Lingard được chọn vào đội hình du đấu hè 2013 của Manchester United. Anh ghi 2 bàn trong trận giao hữu với A-League All Stars tại Sydney vào 20 tháng 7 năm 2013. Sau trận đấu anh phát biểu: "Tôi tin tưởng ở bản thân mình nhưng bây giờ tôi bắt đầu tin tưởng bản thân nhiều hơn". Anh cũng ghi bàn trong trận gặp Yokohama F. Marinos và Kitchee SC, kết thúc chuyến du đấu hè anh trở thành vua phá lưới với 4 bàn thắng.

### Cho mượn tại Birmingham City
Mặc dù hy vọng được đưa vào đội hình Manchester United, nhưng anh đã gia nhập Birmingham City theo dạng cho mượn trong 1 tháng. Anh đã được đá chính ngay từ đầu trong trận gặp Sheffield Wednesday, ghi bàn thắng đầu tiên ở phút 20, hoàn tất cú hat-trick 13 phút sau đó và ghi bàn thắng thứ 4 ở hiệp 2. Thỏa thuận cho mượn của Lingard được kéo dài đến ngày 14 tháng 12 năm 2013, nhưng anh đã bỏ lỡ 3 trận đấu do chấn thương đầu gối. Thỏa thuận cho mượn tiếp tục kéo dài đến 1 tháng 1 năm 2014, nhưng Lingard bị treo giò 2 trận cuối do thẻ phạt. Trong trận gặp Wigan Athletic ngày 26 tháng 12, anh bị đuổi khỏi sân vì pham lỗi với Jordi Gómez. Mặc dù Birmingham City muốn gia hạn thời gian cho mượn nhưng anh muốn trở lại Manchester United.

### Cho mượn tại Brighton & Hove Albion
Ngày 27 tháng 2 năm 2014, Lingard gia nhập Brighton & Hove Albion đang đá tại giải Hạng nhất Anh với thời gian cho mượn 93 ngày. Anh ghi bàn đầu tiên cho Brighton & Hove Albion vào ngày 8 tháng 4, trong trận thắng 4-1 trước Leicester City.

### Mùa giải 2020–21: Cho mượn tại West Ham United
Ngày 29 tháng 1 năm 2021, Lingard gia nhập câu lạc bộ West Ham United theo dạng cho mượn đến cuối mùa giải. Trong trận ra mắt vào ngày 3 tháng 2, Lingard đã lập một cú đúp vào lưới Aston Villa giúp West Ham giành chiến thắng với tỷ số 3–1. Dù nghỉ cả lượt đi do không được trọng dụng ở Manchester United nhưng anh cũng có 9 bàn thắng cùng với 4 kiến tạo sau 10 trận đấu chơi cho West Ham United.

### Mùa giải 2021-22
Ngày 11 tháng 9 năm 2021, Lingard ghi bàn thắng ấn định chiến thắng 4–1 cho Manchester United trước Newcastle trên sân nhà Old Trafford. Sau đó 1 tuần, ngày 19 tháng 9, anh một lần nữa ghi bàn vào phút 89 giúp cho Quỷ Đỏ giành chiến thắng trước West Ham, trận đấu mà đồng đội của anh David De Gea đã cản phá cú sút penalty quyết định của Mark Noble trong những phút cuối để giữ lại chiến thắng cho toàn đội.
Vào ngày 1 tháng 6 năm 2022,Manchester United thông báo rằng Lingard sẽ rời câu lạc bộ sau khi hết hạn hợp đồng với câu lạc bộ.

### Nottingham Forest
Vào ngày 21 tháng 7 năm 2022, Lingard ký hợp đồng với câu lạc bộ mới thăng hạng ở Premier League là Nottingham Forest theo hợp đồng có thời hạn một năm.

## Sự nghiệp quốc tế
Jesse Lingard đã chơi 3 trận cho đội tuyển U-17 Anh tại giải bóng đá Bắc Âu năm 2008. Anh có lần đầu tiên được gọi vào đội U-21 khi chuẩn bị cho trận giao hữu với U-21 Scotland vào ngày 13 tháng 8 năm 2013, và có trận ra mắt khi vào sân thay cho Nathan Redmond vào hiệp 2. Trận đấu kết thúc, U-21 Anh thắng với tỷ số 6–0.
Năm 2016, Lingard được triệu tập vào đội tuyển quốc gia Anh và được ra sân lần đầu trong khuôn khổ lượt trận thứ hai của vòng loại World Cup 2018 khu vực châu Âu gặp đối thủ yếu Malta.
Ngày 23 tháng 3 năm 2018, anh có bàn thắng đầu tiên cho đội tuyển quốc gia trong chiến thắng 1-0 của Anh trước đội tuyển Hà Lan.
Lingard không được gọi trong những trận vòng loại Euro 2020 vào tháng 10 năm 2019. Phong độ của anh dưới màu áo West Ham United khi cho mượn từ tháng 1 năm 2021 đã giúp Lingard được gọi lại tuyển vào tháng 3. Tháng 5 năm 2021 anh có tên trong đội hình triệu tập ban đầu dự Euro 2020, nhưng bị loại khỏi đội hình cuối cùng và chỉ có trong danh sách cầu thủ dự phòng.

## Đời sống cá nhân
Lingard được sinh ra tại Anh. Ông bà nội của anh là những người nhập cư từ Saint Vincent và Grenadines.
Hai pha ăn mừng bàn thắng của Lingard được đưa vào loạt trò chơi điện tử FIFA của EA Sports. Màn ăn mừng thổi sáo được xuất hiện trong FIFA 18 và điệu nhảy 'Milly Rock' có trong FIFA 19.
Năm 2018, Lingard ra mắt thương hiệu quần áo của riêng mình, JLingz.

## Thống kê sự nghiệp

### Câu lạc bộ
Tính đến ngày 25 tháng 5 năm 2024
| Câu lạc bộ                    | Mùa giải            | Giải đấu            | Giải đấu | Giải đấu | FA Cup | FA Cup | League Cup | League Cup | Châu Âu | Châu Âu | Khác | Khác | Tổng | Tổng |
| Câu lạc bộ                    | Mùa giải            | Hạng                | Trận     | Bàn      | Trận   | Bàn    | Trận       | Bàn        | Trận    | Bàn     | Trận | Bàn  | Trận | Bàn  |
| ----------------------------- | ------------------- | ------------------- | -------- | -------- | ------ | ------ | ---------- | ---------- | ------- | ------- | ---- | ---- | ---- | ---- |
| Manchester United             | 2011–12             | Premier League      | 0        | 0        | 0      | 0      | 0          | 0          | 0       | 0       | 0    | 0    | 0    | 0    |
| Manchester United             | 2012–13             | Premier League      | 0        | 0        | 0      | 0      | 0          | 0          | 0       | 0       | —    | —    | 0    | 0    |
| Manchester United             | 2013–14             | Premier League      | 0        | 0        | 0      | 0      | 0          | 0          | 0       | 0       | 0    | 0    | 0    | 0    |
| Manchester United             | 2014–15             | Premier League      | 1        | 0        | 0      | 0      | 0          | 0          | 0       | 0       | —    | —    | 1    | 0    |
| Manchester United             | 2015–16             | Premier League      | 25       | 4        | 7      | 2      | 1          | 0          | 7       | 0       | —    | —    | 41   | 6    |
| Manchester United             | 2016–17             | Premier League      | 25       | 1        | 2      | 0      | 4          | 1          | 10      | 2       | 1    | 1    | 42   | 5    |
| Manchester United             | 2017–18             | Premier League      | 33       | 8        | 6      | 2      | 2          | 3          | 6       | 0       | 1    | 0    | 48   | 13   |
| Manchester United             | 2018–19             | Premier League      | 27       | 4        | 2      | 1      | 1          | 0          | 6       | 0       | —    | —    | 36   | 5    |
| Manchester United             | 2019–20             | Premier League      | 22       | 1        | 4      | 1      | 5          | 0          | 9       | 2       | —    | —    | 40   | 4    |
| Manchester United             | 2020–21             | Premier League      | 0        | 0        | 1      | 0      | 2          | 0          | 0       | 0       | —    | —    | 3    | 0    |
| Manchester United             | 2021–22             | Premier League      | 16       | 2        | 1      | 0      | 1          | 0          | 4       | 0       | —    | —    | 22   | 2    |
| Manchester United             | Tổng cộng           | Tổng cộng           | 149      | 20       | 23     | 6      | 16         | 4          | 42      | 4       | 2    | 1    | 232  | 35   |
| Leicester City (mượn)         | 2012–13             | Championship        | 5        | 0        | —      | —      | —          | —          | —       | —       | —    | —    | 5    | 0    |
| Birmingham City (mượn)        | 2013–14             | Championship        | 13       | 6        | —      | —      | —          | —          | —       | —       | —    | —    | 13   | 6    |
| Brighton & Hove Albion (mượn) | 2013–14             | Championship        | 15       | 3        | —      | —      | —          | —          | —       | —       | 1    | 1    | 17   | 4    |
| Derby County (mượn)           | 2014–15             | Championship        | 14       | 2        | 1      | 0      | —          | —          | —       | —       | —    | —    | 15   | 2    |
| West Ham United (mượn)        | 2020–21             | Premier League      | 16       | 9        | —      | —      | —          | —          | —       | —       | —    | —    | 16   | 9    |
| FC Seoul                      | 2024                | K League 1          | 5        | 0        | 0      | 0      | —          | —          | —       | —       | —    | —    | 5    | 0    |
| Tổng cộng sự nghiệp           | Tổng cộng sự nghiệp | Tổng cộng sự nghiệp | 234      | 40       | 24     | 6      | 19         | 6          | 42      | 4       | 4    | 2    | 323  | 58   |

### Đội tuyển quốc gia
Tính đến ngày 12 tháng 10 năm 2021.
| Đội tuyển quốc gia | Năm       | Trận | Bàn |
| ------------------ | --------- | ---- | --- |
| Anh                | 2016      | 3    | 0   |
| Anh                | 2017      | 5    | 0   |
| Anh                | 2018      | 14   | 4   |
| Anh                | 2019      | 2    | 0   |
| Anh                | 2021      | 8    | 2   |
| Tổng cộng          | Tổng cộng | 32   | 6   |

### Bàn thắng quốc tế
| # | Ngày                 | Địa điểm                                           | Đối thủ | Bàn thắng | Kết quả | Giải đấu                    |
| - | -------------------- | -------------------------------------------------- | ------- | --------- | ------- | --------------------------- |
| 1 | 23 tháng 3 năm 2018  | Johan Cruyff Arena, Amsterdam, Hà Lan              | Hà Lan  | 1–0       | 1–0     | Giao hữu                    |
| 2 | 24 tháng 6 năm 2018  | Sân vận động Nizhny Novgorod, Nizhny Novgorod, Nga | Panama  | 3–0       | 6–1     | FIFA World Cup 2018         |
| 3 | 15 tháng 11 năm 2018 | Sân vận động Wembley, Luân Đôn, Anh                | Hoa Kỳ  | 1–0       | 3–0     | Giao hữu                    |
| 4 | 18 tháng 11 năm 2018 | Sân vận động Wembley, Luân Đôn, Anh                | Croatia | 1–1       | 2–1     | UEFA Nations League 2018–19 |
| 5 | 5 tháng 9 năm 2021   | Sân vận động Wembley, Luân Đôn, Anh                | Andorra | 1–0       | 4–0     | Vòng loại World Cup 2022    |
| 6 | 5 tháng 9 năm 2021   | Sân vận động Wembley, Luân Đôn, Anh                | Andorra | 3–0       | 4–0     | Vòng loại World Cup 2022    |

## Danh hiệu

### Câu lạc bộ

#### Đội trẻ Manchester United
- FA Youth Cup: 2010–11

#### Manchester United
- FA Cup: 2015–16
- EFL Cup: 2016–17
- FA Community Shield: 2016
- UEFA Europa League: 2016–17

### Quốc tế
- Hạng ba UEFA Nations League: 2018–19

### Cá nhân
- Cầu thủ Ngoại hạng Anh xuất sắc nhất tháng: tháng 4/2021
- Bàn thắng đẹp nhất tháng của Ngoại hạng Anh: tháng 4/2021